# فابريتسيو لاريني
فابريتسيو لاريني (بالإيطالية: Fabrizio Larini)‏ هو لاعب كرة قدم إيطالي في مركز الوسط، ولد في 31 مارس 1953 في بارما في إيطاليا. لعب مع إنتر ميلان ونادي بارما ونادي باليرمو ونادي ترينتو ونادي ريجيانا 1919 ونادي سبال ونادي كريمونيسي.